# David Birde
David Birde, född 1970, är en svensk gitarrist samt låt- och textskrivare i popgruppen Brainpool. Sedan början av 2000-talet har han även varit verksam som journalist och översättare men främst som copywriter.
Birde har även varit aktiv i bandet Metro Jets tillsammans med Magnus Börjeson (medlem av popgruppen Beagle).